# Enlèvement d'Henri Lelièvre en 1979
L'enlèvement d'Henri Lelièvre en 1979 est une affaire criminelle au cours de laquelle des coups de feu furent tirés contre les policiers lors d'une des deux remises de rançon successives visant à libérer le « milliardaire de la Sarthe », Henri Lelièvre, octogénaire discret et respecté, ancien banquier et très important propriétaire immobilier en tant que fondateur de la « Foncière Lelièvre », qui fut capturé par Jacques Mesrine et un complice quelques mois avant sa mort, pour une captivité qui durera cinq semaines.

## Contexte
En 1978, l'évasion de Jacques Mesrine de la prison de la Santé, où il purge une peine de vingt ans de prison, est suivie d'une longue cavale, suivie par plusieurs journalistes avec des interviews à Isabelle de Wangen, de Paris Match, puis à Gilles Millet, de Libération. "Quinze jours après son évasion" , Mesrine "envoie sa compagne Sylvia Jeanjacquot chercher Millet à Libération", et les attend "dans un café à côté" où il propose de les emmener 15 jours en Italie pour y écrire un livre sur Mesrine. Au printemps 1979, Gilles Millet et Alain Bizos sont convoqués par Mesrine dans le Loiret pour des photos à sa gloire,[réf. nécessaire] que Libération décidera de ne pas publier. C'est le moment où Millet fait connaitre à Jacques Mesrine l'autre truand ayant réalisé l'enlèvement d'Henri Lelièvre, et le lui a présenté,, Gilles Millet ayant été appelé par Sylvia Jeanjacquot, la compagne de Mesrine.

## Déroulement

### Faux policiers à visage découvert
Le mercredi 20 juin 1979, Henri Lelièvre est chez lui avec ses enfants dont Michel Lelièvre, son fils, dans sa belle résidence "Le Colinet" à Maresché, commune de la Sarthe. Vers midi, une Peugeot 504 grenat s’arrête tout près et deux hommes en sortent et sonnent à la porte puis montrent des cartes de police . Michel Lelièvre leur ouvre et apprend que son père doit être confronté à une tierce personne pour ses affaires à Paris. Ils font croire à la famille qu'il doit répondre à une convocation du procureur de la République. Le fils ainé, qui s'appelle lui aussi Henri regarde sa montre, constate que l'heure ne correspond pas à ce type d'opération, a des doutes et relève le numéro de plaque de la voiture des policiers. Après le départ de la voiture, il appelle les gendarmes pour le leur communiquer, et ceux-ci ont les mêmes doutes puis repèrent rapidement que la 504 rouge a été volée. Le SRPJ d'Angers puis l'OCRB sont prévenus dans la journée mais ne parviennent pas à stopper la 504 rouge. Des recoupements avec des hold-up qui viennent de se produire avec un mode opératoire proche au sud de Paris, à Massy et Saint-Maur, permettent d'identifier l'un des deux hommes, un blond frisé de grande taille, recherché par la police. Un autre fils d’Henri Lelièvre a reconnu Mesrine sur des photos présentées par des enquêteurs. Pendant le rapt, l'ennemi public n° 1 se cachera sous le masque de Georges Marchais.

### Détention
Une fois dans la voiture Henri Lelièvre presse de questions les  policiers car ils empruntent une route différente de celle du commissariat. Il est menotté de force et trois heures de route plus tard se retrouve dans une pièce de 11 mètres carrés sans ouverture ni lumière dans une maison de Villefrancoeur, à 14 km au nord de Blois dans le Loir-et-Cher. Il y est enchaîné. La compagne de Mesrine est là pendant toute sa détention et aux assises, Lelièvre, ne l'a pas dénoncée car il avait peur, marqué par ces cinq semaines d'angoisse et de menaces contre sa famille au cas il la dénoncerait. La presse commence à parler le surlendemain, quand la justice est saisie et le 29 juin elle révèle que  les ravisseurs réclament 6 millions de francs.
Le mercredi 11 juillet, le quotidien Libération publie une lettre d’Henri Lelièvre écrite sous la contrainte, mentionnant que la police ne doit rien tenter au risque de mettre en danger sa vie.

#### Les deux remises de la rançon
Une remise de rançon est prévue pour le surlendemain. Le fils Lelièvre l'achemine en voiture en Seine-et-Marne et s’arrête quelque part près de Dammarie-en-Goële car une information doit lui être communiqué au pied d'un panneau de limitation de vitesse qu'il ne trouve pas. Puis il doit sortir des sacs de billets et les poser au pied d'un arbre déraciné mais il n'y arrive pas non plus, tétanisé par la peur quand des coups de feu de Jacques Mesrine et un complice visent le pare-brise du véhicule des policiers qui le suivaient à son insu. Le pare-brise explose, les deux policiers échappent à la mort de peu. Ils avaient approché au moment où ils le sentaient en détresse.
Le 16 juillet, Michel Lelièvre fait savoir qu’il ignorait être suivi, sans réponse des malfaiteurs.
Le 27 juillet, un ex-complice de Mesrine, François Besse, s’est évadé de prison.
Une seconde remise de rançon est à nouveau prévue, pour le 28 juillet en Touraine , via une série de coups de téléphone des bistrots. Le fils Lelièvre de Chisseaux (Indre-et-Loire) à Chissay (Loir-et-Cher). Michel Lelievre se gare dans un petit chemin puis est attiré près du fleuve par un homme armé et affublé d'un masque de Georges Marchais, qui jette les sacs de la rançon dans une barque, tirée à l'aide d'un fil par son complice, de l'autre côté du Cher, comme aucun pont n'est proche, toute filature est impossible. L’homme d’affaires sera libéré dans les 24 heures qui suivent puis déclare qu'il a la conviction qu'il a été enlevé par Jacques Mesrine, le 31 juillet 1979. En août, après l'enlèvement, le ministre de l'Intérieur Christian Bonnet décide de créer une cellule de coordination entre les différents services de police avec comme unique but la capture de Mesrine.
Boumediene Dib, qui habitait au cinquième étage d’un immeuble du XVIIIe arrondissement parisien tandis que Jacques Mesrine habitait au septième se souvient que ce dernier « craignait que je mette le feu à sa cave où il avait caché la rançon de l’enlèvement du milliardaire Henri Lelièvre. »

### Reconnaissance de dette
Seulement la moitié de la rançon a été acquittée, la famille préférant signer une reconnaissance de dette en deux fois deux millions de francs.
C'est l'enlèvement de Lelièvre qui a mis le comble à l'exaspération gouvernementale, notamment parce qu'à Bruxelles, l'évasion de François Besse a mis en émoi la Belgique.

### Utilisation de la rançon
L'utilisation de la rançon, des billets de 500 francs venant de la Société Générale et facilement identifiable a fait l'objet d'achats rapides, dont une Mercédès haut de gamme. La compagne de Mesrine a obtenu une part de 400000 francs
.

## Arrestations
Le complice de Jacques Mesrine ne sera arrêté que deux mois après la mort de ce dernier, malgré de nombreux indices. Il s'agit de Michel Schayewski, 35 ans, recherché par la police comme membres du "gang à Nénesse", spécialisé dans le racket, le proxénétisme et les attaques à main armée au sud de la région parisienne. C'est "un fils d'immigrés polonais", qui a eu huit condamnations en justice, sorte "de colosse, blond et massif, au teint brique, comme les maisons du Nord, d'où il vient", considéré comme "intelligent, responsable et irrécupérable" par les experts. Son père lui fit un demi-frère et donc aussi un demi-oncle avec sa grand-mère. Sa femme lui a tireé un coup de fusil dans le ventre, provoquant 15 jours dans le coma.
Il est propriétaire d'une grande maison, près Amboise, où Mesrine et sa compagne sont "rapidement invités pour le week-end" et où les deux hommes préparent un vol puis le rapt d'Henri Lelièvre. 
Le 1er décembre 1981, Le Monde révèle que la police aurait retrouvé, près de Blois (Loir-et-Cher) la maison où  fut séquestré Lelièvre. Elle a été louée via le syndicat d'initiative de Blois, à trente kilomètres seulement d'Amboise, par un homme "très grand et plutôt blond", au nom de son " frère malade ". 
Un mois et demi après Michel Schayewski est arrêté le 10 janvier 1980 par la BRI à Nice, avec dans son automobile 500000 francs en coupures de 500 francs et un colt 357 magnum.

## Condamnations
Michel Schayewski sera condamné le 17 décembre 1981 à 20 ans de réclusion criminelle, avec Philippe Roubat, pour plusieurs hold-up avec prise d'otages puis le  30 avril 1982 comme "complice de Jacques Mesrine dans le rapt et la séquestration" d'Henri Lelièvre, à quinze années de réclusion criminelle, suivant en cela très exactement les réquisitions de l'avocat général. Michel Schayewski a avoué l'ensemble des faits, y compris le tir de sept balles de 22 long rifle sur une voiture de policiers sur une voiture de police qui surveillait la première remise de rançon. L'affaire a inspiré un film sorti en 1995.